# 시스틸피외르뒤르
시스틸피외르뒤르(아이슬란드어: Þistilfjörður)는 아이슬란드 북동부에 위치한 피오르이다. 리프스타웅기반도와 라웅가네스반도 근처에 위치해 있다. 너비는 50km, 길이는 30km이고 주요 도시는 소르스회픈과 뢰이바르회픈이다. 시스틸피외르뒤르의 주요 산업은 양 사육이다. 피오르의 대부분의 지역에서 연어와 송어 낚시가 행해진다.

## 어원
아이슬란드의 역사서인 란드나우마보크에 따르면, 시스틸피외르뒤르는 이곳에 정착한 최초의 사람인 케틸 시스틸에게서 유래했다. 위 글에서는 케틸 시스틸이 어느 지역에서 왔는지는 언급되어 있지 않지만, 그의 후손에 대해서는 언급되어 있다. 케틸 시스틸의 시스틸(Þistil)은 아이슬란드어로 엉겅퀴를 의미한다.

## 지리
시스틸피외르뒤르에는 방목에 적합한 넓은 평지와 낮은 언덕, 작은 계곡들로 둘러싸여 있다.
시스틸피외르뒤르에는 여러 개의 강이 흐르는데, 그 중 가장 큰 강은 스발바르드사우강, 산다우강, 횔크나우강, 하프랄론사우강이다. 위 네 개의 강은 유속이 매우 빠른 것이 특징이다. 

## 교통
시스틸피외르뒤르의 소르스회픈과 뢰이바르회픈은 국도 제1호선과 연결된 85번 국도를 통해 아이슬란드 전역과 이어진다.

## 같이 보기
- 왹사르피외르뒤르
- 소르스회픈